# 查馬卡區
查馬卡區（西班牙語：Distrito de Chamaca），是秘魯的一個區，位於該國南部庫斯科大區的瓊比維卡省，始建於1857年1月2日，面積674.19平方公里，海拔高度3,754米，2005年人口6,993，人口密度每平方公里10人。